# Microserica confusa
Microserica confusa är en skalbaggsart som beskrevs av Moser 1916. Microserica confusa ingår i släktet Microserica och familjen Melolonthidae. Inga underarter finns listade i Catalogue of Life.